# Wally Anderzunas
Walter Charles Anderzunas, detto Wally (Omaha, 11 gennaio 1946 – 28 maggio 1989), è stato un cestista statunitense, professionista nella NBA.

## Carriera
Venne selezionato dai Detroit Pistons al sesto giro del Draft NBA 1968 (70ª scelta assoluta) e dagli Atlanta Hawks al secondo giro del Draft NBA 1969 (25ª scelta assoluta).